# 寺澤廣高
寺澤廣高（日语：／ Terazawa Hirotaka；1563年—1633年5月18日），日本戰國時代的武將，為肥前國唐津藩初代藩主。原為吉利支丹，教名奧思定（葡萄牙語：Agostinho），後棄教。

## 生平
寺澤廣高出身於尾張國，與父親廣政一同出仕豐臣秀吉，文祿元年（1592年）豐臣秀吉出兵朝鮮時負責肥前國名護屋城的構築，並字文祿元年到慶長7年期間擔任長崎奉行，獲得上松浦郡一帯8萬3千石的領地，也負責出兵朝鮮時的兵力輸送任務。
寺澤廣高在秀吉死後，改與德川家康接近，慶長5年（1600年）的關原之戰中加入東軍，戰後因功加封肥後國天草一郡4萬石，領地石高達12萬3千石。後在慶長8年（1603年）在天草郡富岡另築新城。
慶長19年（1614年）寺澤廣高領兵參加大坂之陣，參加天王寺方面的戰鬥。同年，江戶幕府發佈禁教令，他放棄天主教信仰並對吉利支丹（天主教徒）進行嚴酷鎮壓，晚年更是使用酷刑手段脅迫他們叛教。寬永10年（1633年）寺澤廣高病故，享年71歲，領地由次子寺澤堅高繼承。